# Associazione Calcio Imola 1971-1972
Questa pagina raccoglie le informazioni riguardanti l'Associazione Calcio Imola  nelle competizioni ufficiali della stagione 1971-1972.

## Rosa
| N. |                   | Ruolo | Calciatore        |
| -- | ----------------- | ----- | ----------------- |
|    | Italia (bandiera) | C     | Angelo Amadori    |
|    | Italia (bandiera) | D     | Gastone Andreoli  |
|    | Italia (bandiera) | A     | Vincenzo Bologna  |
|    | Italia (bandiera) | A     | Giuseppe Bressani |
|    | Italia (bandiera) | D     | Fabio Cazzola     |
|    | Italia (bandiera) |       | Del Pietro        |
|    | Italia (bandiera) | C     | Gabriele Dragoni  |
|    | Italia (bandiera) | D     | Claudio Govoni    |
|    | Italia (bandiera) |       | Gurioli           |
|    | Italia (bandiera) |       | Lazzarini         |
|    | Italia (bandiera) | D     | Fausto Lodetti    |
|    | Italia (bandiera) | D     | Manetti           |
|    | Italia (bandiera) | A     | Renato Maraldi    |
|    | Italia (bandiera) |       | Matteo            |

| N. |                   | Ruolo | Calciatore         |
| -- | ----------------- | ----- | ------------------ |
|    | Italia (bandiera) | A     | Cesare Mazzoli     |
|    | Italia (bandiera) | C     | Fausto Mengoli     |
|    | Italia (bandiera) | D     | Minzoni            |
|    | Italia (bandiera) | C     | Meris Mirri        |
|    | Italia (bandiera) | C     | Roberto Montuschi  |
|    | Italia (bandiera) | C     | Alberto Novelli    |
|    | Italia (bandiera) | P     | Bruno Orazi        |
|    | Italia (bandiera) | A     | Pesatori           |
|    | Italia (bandiera) |       | Poli               |
|    | Italia (bandiera) | A     | Giovanni Rosignoli |
|    | Italia (bandiera) | C     | Giampiero Rubinato |
|    | Italia (bandiera) | P     | Romano Toni        |
|    | Italia (bandiera) |       | Visami             |